# Reborn Superstar!
Reborn Superstar! (яп. 来世は偉人 Раисэ ва идзин!) — второй студийный альбом металкор-группы Hanabie, выпущенный 26 июля 2023. Альбом был выпущен лейблом Epic Records Japan, являющимся дочерней компанией Sony Music Japan. Это также первый альбом, выпущенный крупным лейблом, все предыдущие альбомы группы были независимыми релизами. Альбом получил международное признание благодаря своему уникальному подходу к металкору и освещался в различных СМИ США и Европы. Это привело к тому, что группа стала появляться на различных музыкальных фестивалях. В коммерческом плане альбом имел умеренный успех: он разошёлся тиражом 1956 экземпляров в течение первой недели после выхода и занял 24-е место в еженедельном чарте альбомов Billboard Japan.

## История
В июле 2023 года Hanabie выступили на японском музыкальном фестивале Satanic Carnival. Во время выступления группа объявила о подписании контракта с Sony Music Japan, после чего был анонсирован новый альбом. Название альбома и дата его выхода были раскрыты в видеоролике, выложенном на официальном YouTube-канале группы. Четыре из десяти песен альбома были выпущены до его выхода в виде цифровых синглов. Песня «Neet Game» была выпущена в июле 2022 года, «Osaki ni Shitsurei Shimasu» — в январе 2023 года, а «Run Away» и «Be the Gal» — в июне и июле соответственно.

### Выпуск и продвижение
Перед выпуском альбома в июле 2023 была проведена промоакция «Orihime Who Ran Away». В рамках мероприятия участники группы прятались в разных местах Токио, а поклонники пытались найти их по подсказкам, размещённым в социальных сетях. Победители получили в качестве призов эксклюзивную атрибутику, а также фотографии с участниками, которые также были опубликованы на официальном аккаунте группы в Твиттере.
«Reborn Superstar!» был выпущен компанией Sony Music Japan сублейблом Epic Records Japan 26 июля 2023 года. Одновременно были выпущены две версии альбома: «обычное издание», включавшее только аудиодиск, и «ограниченное издание», которое поставлялось вместе с Blu-ray, содержащим закулисные съёмки и интервью с участниками группы. Альбом продавался через различные магазины, включая Amazon Japan, Rakuten Books, All Tower Record Store, Seven Net Shopping и официальный сайт группы. В зависимости от того, в какой торговой точке был приобретён альбом, к нему прилагались дополнительные бонусы. В Германии альбом был выпущен 26 августа 2023 года лейблом Century Media.

## Текст и музыка
Большая часть альбома «Reborn Superstar!» была написана Юкиной и Мацури: они сочинили музыку и написали тексты. Исключением является песня «Blast Off», написанная исключительно Мацури, и «I Am the Most Powerful Invader Girl in the Universe», написанная басистом Хетцу совместно с Мацури. Множество песен альбома были написаны на тематику «Космоса», что стало первым случаем, когда группа написала альбом на основе определённой концепции. В интервью для Rolling Stones Japan группа призналась, что стремилась к «искрящемуся звучанию» и использовала для этого различные синтезаторы. Решение использовать «космическую» тематику было принято позже, уже в процессе работы над альбомом, так как тематика хорошо подходила к тяжёлому звучанию совмещённому с синтезаторами. В другом интервью Мацури заявила, что песни на предыдущих альбомах были написаны, ещё когда участники группы учились в школе, и поэтому были довольно жёсткими. В «Reborn Superstar!» они стремились к другому звучанию, а не к строгому следованию жанру металкор. По словам Юкины, они хотели сделать что-то такое, что «заинтересует даже тех, кто не любит металкор». При написании песен Мацури создала секции, в которых можно было ярко выделить басовые партии, поскольку, по её собственному признанию, в предыдущем альбоме для Хетцу не было достаточно возможностей для самовыражения.

## Реакция
| Оценки критиков | Оценки критиков |
| Источник        | Оценка          |
| --------------- | --------------- |
| Metal Hammer    | [ 16 ]          |
| Soundmagnet     | 7.5/10          |

«Reborn Superstar!» получил в целом положительные отзывы после выхода, критики высоко оценили его уникальный подход к металкору. Элеонора Гудман из журнала Metal Hammer, отметив фьюжн-металкор звучание Hanabie, сказала: «Смешивая яростный, топающий металкор с головокружительной электроникой и весёлой, красочной эстетикой, Hanabie — это глоток свежего воздуха, который так необходим металлу». Metal.de прокомментировали красочную эстетику альбома и интенсивное металкор-звучание, отметив: «Hanabie подкрепляют своё японское безумие грохочущим металкором, „Reborn Superstar!“ заразителен своей энергией». Soundmagnet высоко оценили «Харадзюку-кор» звучание альбома как нетрадиционное и инновационное. Критик Сьюзан К из Soundmagnet, также отметила слияние электронных и металлических элементов и смену темпа в альбоме, проведя сравнение с группой Maximum the Hormone.

## Список композиций
Все тексты написаны Юкиной и Мацури, вся музыка написана Юкиной и Мацури, за исключением 7-го трека, который написан Мацури и Хетцу.
| №                   | Название                                                                                       | Длительность |
| ------------------- | ---------------------------------------------------------------------------------------------- | ------------ |
| 1.                  | «Blast Off»                                                                                    | 1:03         |
| 2.                  | «Hyperdimension Galaxy» (超次元ギャラクシー)                                                   | 4:44         |
| 3.                  | «Neet Game»                                                                                    | 2:49         |
| 4.                  | «This Is the Year to Be a Gal» (Early Summer Version) (今年こそギャル ～初夏 ver.～)           | 3:14         |
| 5.                  | «Tales of Villain»                                                                             | 3:41         |
| 6.                  | «Warning!!»                                                                                    | 3:25         |
| 7.                  | «I Am the Most Powerful Invader Girl in the Universe» (我は宇宙最強のインベーダーちゃんである) | 1:41         |
| 8.                  | «Run Away» (Tousou)                                                                            | 2:51         |
| 9.                  | «Osaki ni Shitsurei Shimasu» (お先に失礼します。)                                              | 3:10         |
| 10.                 | «Today's Good Day & So Epic»                                                                   | 2:37         |
| Общая длительность: | Общая длительность:                                                                            | 29:15        |

## Чарты
| Чарт (2023)              | Высшая позиция |
| ------------------------ | -------------- |
| Япония (Oricon)          | 34             |
| Япония (Billboard Japan) | 24             |